# Anaraud Gwalchcrwn
Anaraud ou Anarawd Gwalchcrwn (faucon courbé ?), était un roi breton de l'île de Man à la fin du VIIe siècle. On ne sait rien de sa vie.

## Contexte
Anaraud est un personnage qui appartient apparemment à la lignée des anciens prince de l'Île de Man et est désigné comme 
l'ancêtre de Merfyn Frych. Il est uniquement connu par les généalogies du Jessus College et de l'Harleian Collection de la British Library qui le présentent comme le fils d'un certain Mermin et le père de Tutwal (III):
[I]udgual map Tutagual (III) map Anarant map Mermin map Anthec map Tutagual(II) map Run map Neithon map Senill map Dinacat map Tutagual(I) map Eidinet map Anthun map Maxim guletic qui occidit gratianum regem romanorum
Rodri mawr m Meruyn m Guriat m Elidyr m Celenion merch Tutwal (III) tutclith m Anarawd gwalchcrwn m Meruyn mawr m Kyuyn m Anllech m Tutwal (II) m Run m Neidaon m Senilth hael. Tryd hael or gogled. Senilth m Dingat m Tutwal (I) m Edneuet m Dunawt m Maxen wledic. val y mae vchot

## Source
- (en) Peter Bartrum, A Welsh Classical Dictionary : People in History and Legend Up to about A.D. 1000, Aberystwyth, National Library of Wales, 1993, 649 p. (ISBN 978-0-907158-73-8), p. 17 ANARAWD GWALCHCRWN or GALLGRWN ap MERFYN MAWR. (655)